# Grande amore

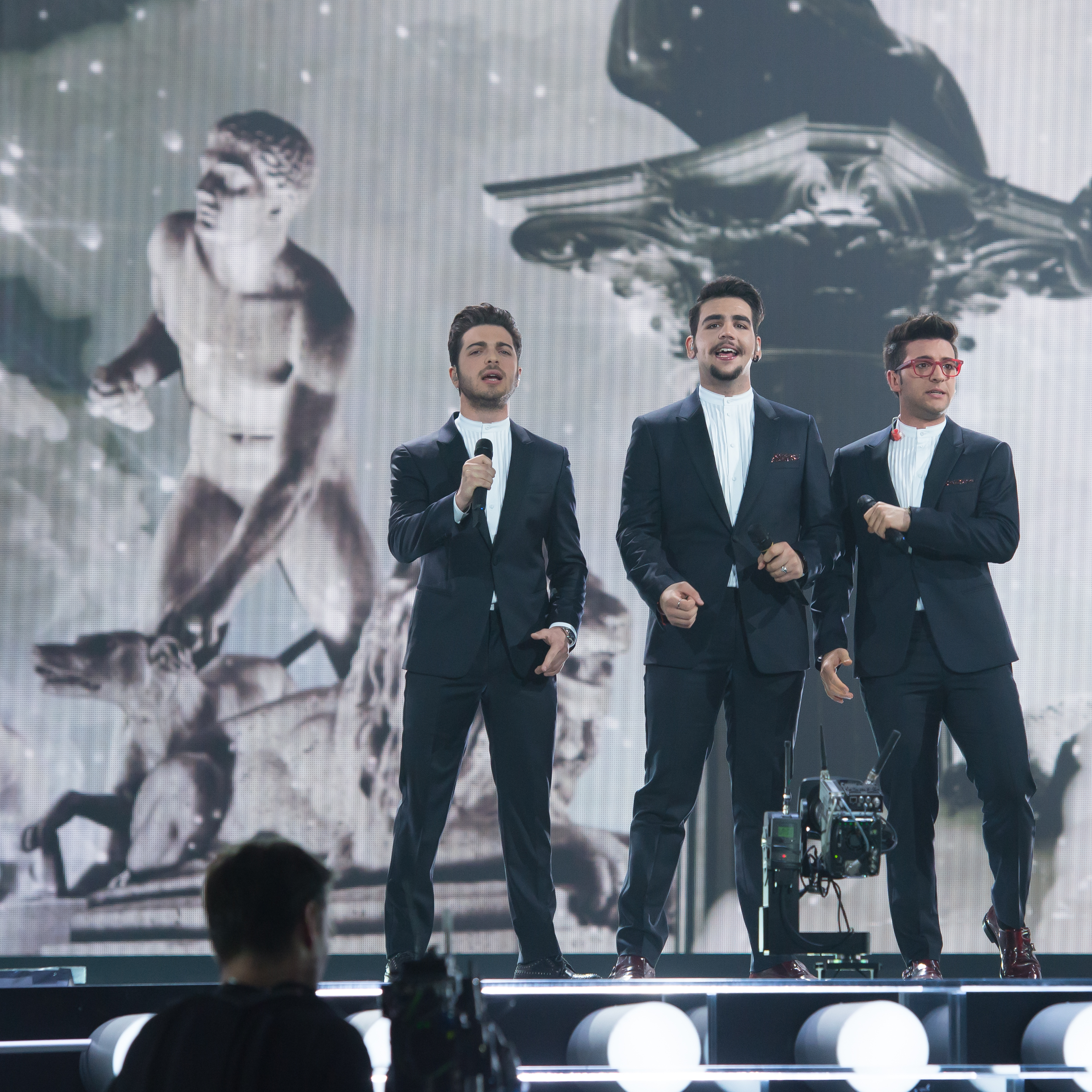
Il Volo zingt Grande amore op het Eurovisiesongfestival

Grande amore (Nederlands: Grote liefde) is een Italiaanstalige single van de Italiaanse band Il Volo. Het is de Italiaanse inzending voor het Eurovisiesongfestival 2015 in Wenen, Oostenrijk. Aangezien Italië deel uitmaakt van de "Big Five", was Il Volo automatisch geplaatst voor de finale op 23 mei 2015, waar het de derde plaats haalde. Het nummer is geschreven door Francesco Boccia en Ciro Esposito.

## Festival van San Remo
Il Volo bracht het nummer, tijdens het Festival van San Remo 2015, ten gehore op 11 februari 2015. Het lied stootte door naar de finale op 14 februari 2015 en won deze met 39,05% van de stemmen. Hiermee versloeg Il Volo de drie andere finalisten. De televoting bracht de meeste stemmen op voor het nummer, aangezien het slechts derde werd bij de zogenaamde jury-experts en tweede bij de populariteitsjury. Tijdens de show werd het optreden gedirigeerd door Carolina Bubbico.

## Hitnoteringen
| Hitlijst                          | Hoogste positie |
| --------------------------------- | --------------- |
| Italië (FIMI)                     | 1               |
| Zwitserland (Schweizer Hitparade) | 21              |

## Certificaties
| Land          | Cert.   | Verkocht |
| ------------- | ------- | -------- |
| Italië (FIMI) | Platina | 50.000   |